# Lin Sen
Pour les articles homonymes, voir Lin.
Dans ce nom chinois, le nom de famille, Lin, précède le nom personnel.
Lin Sen (chinois simplifié : 林森, pinyin : Lín Sēn), né le 16 mars 1868 à Shanggan (Fujian, Chine) et mort le 1er août 1943, est un homme d'État chinois, président de la république de Chine de 1931 à 1943.

## Biographie
Né dans une famille de classe moyenne et éduqué par des missionnaires américains, Lin Sen s'établit ensuite à Taipei, Taïwan, où il travaille au bureau des télégrammes. Après l'annexion de Taïwan par l'empire du Japon à la suite de la première guerre sino-japonaise, il participe à des actions de résistance contre le Japon. Il retourne ensuite en Chine continentale, puis vit successivement à Hawaï et à San Francisco. Il est recruté par le Tongmenghui en 1905 et devient ensuite un organisateur des sections du Kuomintang à l'étranger.
Lin Sen revient ensuite en Chine et, durant la révolution de 1911, organise le soulèvement dans le Jiangxi. Il est ensuite élu président du Sénat. En 1913, la répression organisée par Yuan Shikai contre le Kuomintang le contraint, lui ainsi que Sun Yat-sen, à la fuite. Lin Sen retourne aux États-Unis, où il lève des fonds pour le Kuomintang. En 1917, il rejoint le gouvernement de Sun Yat-sen à Guangzhou et est gouverneur du Fujian.
Après la mort de Sun Yat-sen en 1925, il est un opposant à l'alliance entre le Kuomintang et le Parti communiste chinois, ce qui le conduit à être mis en minorité et temporairement exclu du parti. Il soutient ensuite la purge contre les communistes exercée par Tchang Kaï-chek.
En février 1931, Tchang Kaï-chek fait arrêter Hu Hanmin, chef du Kuomintang. Lin Sen et sa faction soutiennent Hu et demandent la démission de Tchang. Mais en septembre de la même année, le Japon envahit la Mandchourie, forçant le Kuomintang à s'unir. Tchang Kaï-chek démissionne en décembre de son poste de président de la république de Chine : Lin Sen assure l'intérim, avant d'être élu de manière formelle le 1er janvier 1932.
En tant que président, Lin Sen n'exerce que des fonctions honorifiques, le Kuomintang souhaitant éviter que les excès autocratiques de Tchang Kaï-chek ne se répètent. Tchang, cependant, demeure chef de l'armée, continue de résider dans le palais présidentiel et, face à la menace japonaise, redevient chef du gouvernement en 1935.
Durant la seconde guerre sino-japonaise, Lin Sen accompagne le gouvernement dans la capitale provisoire de Chongqing. Le 12 mars 1943, il subit un infarctus alors qu'il reçoit une délégation du Canada. Bien que malade, il continue de suivre les affaires courantes et insiste pour que la rétrocession de Taïwan par le Japon soit incluse dans les conditions de paix après la fin du conflit, ce qui est fait après 1945. Il meurt le 1er août 1943, Tchang Kaï-chek, déjà chef du gouvernement, assurant l'intérim de la présidence de la République.
Bien qu'ayant été pour l'essentiel un président honorifique, Lin Sen est le chef d'État de la Première République chinoise à être demeuré le plus longtemps à son poste.